# 石原勝敏
石原 勝敏（いしはら かつとし、1931年(昭和6年)1月2日 - 2021年（令和4年）11月30日）は、日本の生物学者。埼玉大学名誉教授。
島根県生まれ。1953年島根大学文理学部卒業。1957年東京大学大学院理学研究科博士課程退学。1960年「ウニ卵の受精にともなうアルドラーゼの遊離と活性化」で理学博士。埼玉大学理学部助教授、1976年教授。1994年定年退官、名誉教授。

## 著書
- 『発生のプログラム 発生学入門』裳華房 生命科学シリーズ、1986
- 『背に腹はかえられるか 生物の極性とからだづくり』裳華房 ポピュラー・サイエンス、1996
- 『図解生物科学講座 現代生物学』朝倉書店、1998
- 『図解発生生物学』裳華房、1998
- 『図説生物学30講 動物編　生命のしくみ30講』朝倉書店、2004
- 『図説生物学30講 動物編　発生の生物学30講』朝倉書店、2007

### 共編著
- 『発生学実験』編 共立出版、1980
- 『ヒキガエルの生物学』浦野明央共編著 裳華房、1987
- 『生物学ハンドブック』太田次郎、清水碩、山口武雄、菊山榮、木村武二、石和貞男、鈴木秀穂、有賀祐勝共編集 朝倉書店、1987
- 『目でみる生物学』浅尾哲朗、団まりな、山口征矢、弥益恭共著 培風館、1987
- 『図説発生生物学』編著 丸善 生物科学シリーズ、1989
- 『生物の実験 基礎と応用』竹内正幸共編 裳華房、1992
- 『動物発生段階図譜』編著 共立出版、1996
- 『生物学データ大百科事典』河野重行、金井龍二、能村哲郎共編 朝倉書店、2002
- 『生物の事典』末光隆志共総編集 朝倉書店、2010

## 参考
- [ISBN　978-4-254-17703-9]
- 『現代日本人名録』2002年